# 최호원
최호원(1971년 6월 14일 ~ )은 한화 이글스에서 뛰었던 전 야구 선수다.

## 기록
- 1994년 : 6경기 12이닝 ERA 4.50
- 1996년 : 11경기 23이닝 1패 ERA 3.91
- 1997년 : 10경기 15.2이닝 ERA 6.32
- 1999년 : 1경기 1.2이닝 ERA 5.40

## 출신 학교
- 부산고등학교
- 경성대학교

## 같이 보기
- 1999년 한화 이글스 시즌